# Zdeněk Vítek
Zdeněk Vítek (Vrchlabí, 25 luglio 1977) è un ex sciatore nordico ceco attivo sia nello sci di fondo sia nel biathlon, disciplina nella quale ha colto i maggiori successi.

## Biografia
Nel biathlon in Coppa del Mondo ha ottenuto il primo risultato di rilievo il 6 dicembre 1997 a Lillehammer (63°), il primo podio il 7 gennaio 2000 a Oberhof (3°) e la prima vittoria il 30 novembre 2000 a Hochfilzen/Anterselva.
In carriera ha preso parte a quattro edizioni dei Giochi olimpici invernali, Nagano 1998 (51° nella sprint, 14° nella staffetta), Salt Lake City 2002 (14° nella sprint, 17° nell'inseguimento, 57° nell'individuale, 5° nella staffetta), Torino 2006 (10° nella sprint, 16° nell'inseguimento, 22° nella partenza in linea, 22° nell'individuale, 6° nella staffetta) e Vancouver 2010 (28° nella sprint, 38° nell'inseguimento, 67° nell'individuale, 7° nella staffetta), e a quattordici dei Campionati mondiali, vincendo una medaglia.
Nello sci di fondo ha gareggiato soltanto, saltuariamente, a livello nazionale.

## Palmarès

### Biathlon

#### Mondiali
- 1 medaglia:
  - 1 bronzo (sprint[2] a Chanty-Mansijsk 2003)

#### Coppa del Mondo
- Miglior piazzamento in classifica generale: 16º nel 2001 e nel 2003
- 9 podi (4 individuali, 5 a squadre[1]), oltre a quello conquistato in sede iridata e valido anche ai fini della Coppa del Mondo:
  - 3 vittorie (1 individuale, 2 a squadre)
  - 4 secondi posti (2 individuali, 2 a squadre)
  - 2 terzi posti (1 individuale, 1 a squadre)

##### Coppa del Mondo - vittorie
| Data             | Località              | Nazione        | Spec.                                                          |
| ---------------- | --------------------- | -------------- | -------------------------------------------------------------- |
| 30 novembre 2000 | Hochfilzen Anterselva | Austria Italia | IN                                                             |
| 3 dicembre 2000  | Hochfilzen Anterselva | Austria Italia | RL (con Petr Garabík, Ivan Masařík e Tomáš Holubec)            |
| 24 novembre 2013 | Östersund             | Svezia         | MX (con Veronika Vítková, Gabriela Soukalová e Ondřej Moravec) |

Legenda:

IN = individuale

RL = staffetta

MX = staffetta mista

### Sci di fondo

#### Campionati cechi
- 1 medaglia:
  - 1 bronzo (10 km TL nel 2010)